# Pekka Aikio
Veli Pekka Olavi Aikio (né le 21 septembre 1944 à Sodankylä) est un biologiste et politicien same. Il a été le président du parlement sami de Finlande de 1996 à 2008. 

## Biographie
En tant que membre et président du parlement sami de Finlande, il s'implique dans la défense des droits du peuple sami, notamment de leurs terres. Aikio est nommé en 2008 doctor honoris causa de l'université d'Oulu pour ses efforts de défense de la culture same et ses recherches sur les rennes et leur élevage par les samis.